# Melipotis lucigera
Melipotis lucigera là một loài bướm đêm trong họ Erebidae.